# 박주용 (1986년)
박주용(1986년 10월 6일 ~ )은 대한민국의 배우이다.

## 이력
2006년 연극배우 첫 데뷔하였다.

## 학력
- 성균관대학교 연기예술학과

## 출연작

### 영화
- 《공범》 (2013년) - 최용주 역

### 드라마 & 시트콤
- 《징비록》 (KBS1, 2015년) - 권부장 역
- 《짝패》 (MBC, 2011년) - 을식 역
- 《김치 치즈 스마일》 (MBC, 2007년)

### 방송
- 《DNA 코리아 시즌 1》 (KBS1, 2012년)

### 뮤지컬
- 《그리스》